# Leyla Ibrahimi-Salahi
Leyla Ibrahimi-Salahi (* 15. Oktober 1980) ist eine Schweizer Unternehmerin. Sie ist Verwaltungsratspräsidentin und CEO des Reiseunternehmens Air Prishtina. Von Februar bis Mai 2019 war sie und ihr Mann über die Beteiligungsgesellschaft Albex-Aviation AG Eigentümerin der Schweizer Fluggesellschaft Chair Airlines (vormals Germania Flug), seither kontrolliert Albex noch 50,01 Prozent.

## Leben
Leyla Ibrahimi-Salahis Vater Bexhet Salahi stammte aus einem albanischen Dorf in der Nähe der südserbisch-mazedonischen Grenze und zog Ende der 1970er-Jahre als Gastarbeiter nach Zürich, wo er sich mit seiner Frau Feride Salahi bald darauf als Reiseunternehmer betätigte. Leyla Ibrahimi-Salahi wuchs als zweitältestes von sechs Kindern in der Schweiz auf. Sie erlangte einen KV-Abschluss in Treuhand und übernahm nach dem Tod ihres Vaters 2005 die Führung des Familienunternehmens, das sie in der Folge weiter ausbaute.
Ibrahimi-Salahi ist verheiratet und hat zwei Söhne.

## Unternehmerische Tätigkeiten
Ibrahimi-Salahi ist seit 2005 Verwaltungsratspräsidentin und CEO des Reiseunternehmens Air Prishtina. Das Unternehmen wurde 1981 als Reisebüro Prishtina (RBP) gegründet und organisierte im selben Jahr den ersten zivilen Passagierflug auf den damals militärisch genutzten Flughafen Pristina. 2017 transportierte das Unternehmen eine halbe Million Passagiere und setzte rund 60 Millionen Franken um. Air Prishtina besitzt keine eigenen Flugzeuge, sondern chartert diese bei Fluggesellschaften und bietet damit Flüge aus verschiedenen mitteleuropäischen Städten unter anderem nach Pristina, Ohrid, Skopje und Tirana an.
Im Februar 2019 sorgte Ibrahimi-Salahi landesweit für Schlagzeilen, nachdem die Handelszeitung aufdeckte, dass die Unternehmerin über ihre Beteiligungsgesellschaft Albex Aviation sämtliche Anteile der Fluggesellschaft Germania Flug AG erworben hatte. Ibrahimi-Salahi übernahm dabei unter anderem die 40 Prozent der Anteile, die der insolventen deutschen Fluggesellschaft Germania gehörten. Die schweizerische Germania Flug wurde 2014 gegründet, besass bei der Übernahme durch Ibrahimi-Salahi drei Flugzeuge und beschäftigte 120 Mitarbeitende. Das Unternehmen kündigte nach der Übernahme ein Rebranding an.
Am 3. Mai 2019 wurde bekannt gegeben, dass die Suche nach einem Partner für die Airline dank der polnischen Enter Air abgeschlossen sei. Enter Air übernahm 49,99 Prozent an Germania Flug, die restlichen 50,01 Prozent werden weiterhin von Albex Aviation gehalten. Die Gesellschaft vermeldete am 11. Juni 2019, dass sich die Fluggesellschaft in Chair Airlines umbenenne, die erste Maschine stand am Abend des 11. Juni 2019 mit dem neuen Logo bereit.